# Carrer Major (Torroella de Montgrí)
El Carrer Major és a la banda de migdia de la vila de Torroella de Montgrí. Aquest carrer va iniciar el seu desenvolupament a conseqüència de l'expansió urbanística de Torroella durant els segles xiii i xiv, realitzada en passar a ser vila reial. El nucli primitiu (s. XI-XII), que consistia en alguns carrers desordenats al voltant de l'església i del Palau Reial, va donar pas a un eixample organitzat segons el model dels campaments romans, amb una xarxa de carrers perpendiculars i una plaça al centre. En el Carrer Major hi ha edifiquis remarcables, d'entre els quals es poden esmentar la casa Foixà, la casa Hospital, la Casa Pastors, avui Museu del Montgrí i del Baix Ter, etc.
És una via que segueix l'orientació nord-sud i va des de la plaça de la vila fins al passeig de Vicenç Bou. Juntament amb el carrer de l'Església, del qual és la prolongació a partir de la Plaça de la Vila, constitueix l'eix principal del nucli medieval de Torroella. És un carrer curt, rectilini i estret, amb cases en general de planta baixa i un o dos pisos, amb coberta a dues vessants. El carrer té edificis notables, principalment a la banda propera a la plaça de la vila; a mesura que s'acosta al passeig les cases es van fent progressivament més modestes.